# Josef Auer (Bildhauer)
Josef Auer (* 1867 in München; † 22. April 1934 ebenda) war ein deutscher Holzbildhauer. Er schuf überwiegend sakrale Werke, die er zum Teil nach Entwürfen des Münchner Architekten Joseph Elsner fertigte.

## Werke (Auswahl)
- Klosterkirche Heilig Kreuz und Mariä Himmelfahrt in Scheyern: Ergänzungen für den gotischen Hauptaltar (1923–1924)
- Kirche St. Peter und Paul Etting (Stadtteil von Rain): Pietà (1922)
- Kempten (Allgäu), Pfarrkirche St. Anton: Je zwei Engel für den Fidelis- und den Armenseelenaltar
- Landshut, St. Jodok: Holzrelief (1931)
- In Zusammenarbeit bzw. nach Entwurf von Joseph Elsner:
  - Übersee, Pfarrkirche St. Nikolaus: Hauptaltar und Seitenaltäre sowie Kreuzwegstationen (1905)
  - Heldenstein, Pfarrkirche St. Rupertus: Darstellung „Taufe des Herzogs Theodo durch den hl. Rupertus“ im Hochaltar (1904)
  - Niedersteine in der Grafschaft Glatz, Pfarrkirche St. Jakobus: Kreuzwegstationen (1904)